# There’s Got to Be a Way
«There’s Got to Be a Way» — песня написанная, американской певицей Мэрайей Кери и Риком Уейком, а также спродюсированная Уэйком для дебютного альбома исполнительницы Mariah Carey 1990 года. Мэрайя хотела принять участие в продюсировании песни, но её просьба была отклонена звукозаписывающими лейблами Sony/Columbia. Главная героиня этой танцевальной песни говорит о том, что «Сегодня должен быть способ объединить весь мир» и умоляет остальных слушателей помочь в создании мира по всей Земле. Эта песня одна из немногих социально направленных композиций Мэрайи, которая осуждает расизм и бедность.

## Выпуск и прием сингла
Песня была издана в качестве пятого и последнего альбомного сингла во второй четверти 1991 года в странах Европы и Великобритании. Чтобы поддержать успешную последовательность синглов #1 в чарте Billboard Hot 100, «There’s Got to Be a Way» не был издан на территории Соединённых Штатов. Песня получила минимальную поддержку на радиостанциях, и стала не только одной из наименее успешных композиций альбома Mariah Carey, но и одним из самых больших коммерческих провалов в карьере певицы. Сингл был издан вместо песни «I Don't Wanna Cry» для музыкального рынка Великобритании и не вошёл в список лучших 40 песен, где три предыдущих сингла уверенно держали позиции в чарте. Песня заняла только пятьдесят четвёртое место и ненадолго появилась в списке лучших 75 синглов.

## Видео и ремиксы
Видеоклип, режиссёром которого стал Larry Jordan, начинается с идущей по улице Мэрайи, которая переживает за бездомных людей, подвергающихся нападкам расистов. Вскоре к ней присоединяются друзья, и все они экспромтом начинают танцевать в центре улицы. Ремиксы к этой песне были созданы Шепом Петтибоном. Ремикс «7" Remix» был использован для музыкального видео.

## Список композиций
- CD-сингл для Великобритании (5» сингл)

1. «There’s Got to Be a Way (album version)
2. „There’s Got to Be a Way (7“ remix)
3. „Someday“ (7» jackswing mix)
4. «Vision of Love»

- CD-сингл для Великобритании (12" виниловый макси-сингл)

1. «There’s Got to Be a Way» (album version)
2. «There’s Got to Be a Way» (12" remix)
3. «There’s Got to Be a Way» (Alternative vocal club mix)